# 雄勝郡
- 令制国一覧 > 東山道 > 羽後国 > 雄勝郡
- 日本 > 東北地方 > 秋田県 > 雄勝郡

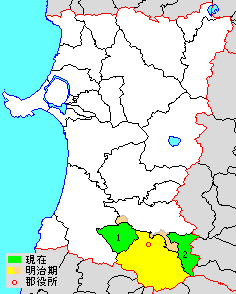
秋田県雄勝郡の範囲（1.羽後町 2.東成瀬村 薄黄：後に他郡に編入された区域）

雄勝郡（おがちぐん）は、秋田県（出羽国・羽後国）の郡。
人口14,884人、面積434.47km²、人口密度34.3人/km²。（2025年2月1日、推計人口）
以下の1町1村を含む。
- 羽後町（うごまち）
- 東成瀬村（ひがしなるせむら）

## 郡域
1878年（明治11年）に行政区画として発足した当時の郡域は、上記1町1村のほか、以下の区域にあたる。
- 湯沢市
- 横手市の一部（雄物川町大沢・増田町荻袋・増田町狙半内・増田町吉野・増田町湯野沢・増田町熊淵・増田町戸波・増田町三又）

## 歴史
倭名類聚抄 (934年頃成立)以前に設置された郡郷は、雄勝郷、大津郷(本津郷)、中村郷、餘戸郷の4郷である。中世は出羽国上浦郡に所属。

### 近代以降の沿革
- 幕末時点では出羽国に所属した。「旧高旧領取調帳」に記載されている明治初年時点での支配は以下の通り。（2町87村）

| 知行 | 知行             | 村数     | 村名 |
| ---- | ---------------- | -------- | --- |
| 藩領 | 出羽久保田藩     | 2町 53村 | 猿半内村、吉野村、湯ノ沢村、荻袋村、熊淵村、田子内村、岩井川村、手倉川原村、椿台村、檜山台村、湯沢町、倉内村、柳田村、金屋村、森村、上院内村、下院内村、桑崎村、泉沢村、酒蒔村、山田村、深堀村、貝沢村、赤袴村、松岡村、石塚村、杉宮村、大久保村、西馬音内前郷村、大戸野中村、田沢村、下郡山村、上郡山村、島田新田村、新町村、高尾田村、大沢村、足田村、糠塚村、西馬音内堀廻村、水沢村、林崎村、堀内村、払体村、上到米村、軽井沢村、田代村、下仙道村、中仙道村、上仙道村、飯沢村、鹿内村、床舞村、二条道村、院内銀山町 |
| 藩領 | 出羽岩崎藩       | 33村     | 大倉村、三又村、東福寺村、川連村、大館村、三梨村、稲庭村、川向村、畑等村、八面村、大門村、飯田村、宮田村、戸波村、杉沢新所村、杉沢村、成沢村、岩崎村、二井田村、角間村、八幡村、金屋新田村、横堀村、寺沢村、中村、川井村、役内村、小野村、高松村、宇留院内村、相川村、上関村、下関村 |
| 藩領 | 久保田藩・岩崎藩 | 1村      | 関口村 |

- 明治元年12月7日（1869年1月19日） - 出羽国が分割され、本郡は羽後国の所属となる。
- 明治4年
  - 1月13日（1871年3月3日） - 久保田藩が改称して秋田藩となる。
  - 7月14日（1871年8月19日） - 廃藩置県により藩領が秋田県、岩崎県となる。
  - 11月2日（1871年12月13日） - 第1次府県統合により秋田県の管轄となる。
- 明治9年（1876年）（2町85村）
  - 大戸野中村が大戸村・野中村に分割。
  - 手倉川原村・椿台村・檜山台村が合併して椿川村となる。
  - 下郡山村・上郡山村が合併して郡山村となる。
  - 金谷新田村の一部（飛地の上開）が柳田村、残部が八幡村に合併。
- 明治10年（1877年） - 西馬音内前郷村が西馬音内村に改称。
- 明治11年（1878年）12月23日 - 郡区町村編制法の秋田県での施行により行政区画としての雄勝郡が発足。郡役所を湯沢町に設置。

### 町村制施行後の沿革

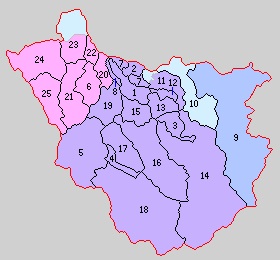
1.湯沢町 2.岩崎町 3.稲庭村 4.横堀村 5.院内村 6.西馬音内村 7.弁天村 8.幡野村 9.東成瀬村 10.西成瀬村 11.駒形村 12.川連村 13.三梨村 14.皆瀬村 15.三関村 16.須川村 17.小野村 18.秋ノ宮村 19.山田村 20.三輪村 21.元西馬音内村 22.新成村 23.明治村 24.田代村 25.仙道村（紫：湯沢市 水色：横手市 桃：羽後町 青：合併なし）

- 明治22年（1889年）4月1日 - 町村制の施行により以下の町村が発足。（2町23村）
  - 湯沢町（単独町制、現・湯沢市）
  - 岩崎町 ← 岩崎町、成沢村（現・湯沢市）
  - 稲庭村（単独村制、現・湯沢市）
  - 横堀村 ← 横堀村、寺沢村（現・湯沢市）
  - 院内村 ← 上院内村、下院内村、院内銀山町（現・湯沢市）
  - 西馬音内村 ← 西馬音内村、大戸村、床舞村、二条道村、田沢村、鹿内村（現・羽後町）
  - 弁天村 ← 森村、杉沢新所村、杉沢村、二井田村、角間村（現・湯沢市）
  - 幡野村 ← 倉内村、金屋村、八幡村、柳田村（現・湯沢市）
  - 東成瀬村 ← 田子内村、岩井川村、椿川村（現存）
  - 西成瀬村 ← 荻袋村、猿半内村、吉野村、湯ノ沢村、熊淵村（現・横手市）
  - 駒形村 ← 八面村、東福寺村、大門村、大倉村（現・湯沢市）、戸波村、三又村（現・湯沢市、横手市）
  - 川連村 ← 大館村、川連村（現・湯沢市）
  - 三梨村 ← 三梨村、宮田村、飯田村（現・湯沢市）
  - 皆瀬村 ← 川向村、畠等村（現・湯沢市）
  - 三関村 ← 関口村、上関村、下関村（現・湯沢市）
  - 須川村 ← 相川村、酒蒔村、高松村、宇留院内村（現・湯沢市）
  - 小野村 ← 小野村、桑崎村、泉沢村（現・湯沢市）
  - 秋ノ宮村 ← 中村、役内村、川井村（現・湯沢市）
  - 山田村 ← 山田村、石塚村、深堀村、松岡村（現・湯沢市）
  - 三輪村 ← 杉宮村、貝沢村、赤袴村、大久保村、野中村（現・羽後町）
  - 元西馬音内村 ← 西馬音内堀廻村、飯沢村（現・羽後町）
  - 新成村 ← 足田村、郡山村、高尾田村、島田新田村、糖塚村（現・羽後町）
  - 明治村 ← 新町村、堀内村、払体村、林崎村、水沢村（現・羽後町）、大沢村（現・横手市）
  - 田代村 ← 田代村、上到米村、軽井沢村（現・羽後町）
  - 仙道村 ← 下仙道村、上仙道村、中仙道村（現・羽後町）
- 明治24年（1891年）4月1日 - 郡制を施行。
- 明治28年（1895年）7月19日（4町21村）
  - 横堀村が町制施行して横堀町となる。
  - 院内村が町制施行して院内町となる。
- 明治30年（1897年）7月6日 - 西馬音内村が町制施行して西馬音内町となる。（5町20村）
- 明治35年（1902年）6月4日 - 稲庭村が町制施行して稲庭町となる。（6町19村）
- 大正12年（1923年）4月1日 - 郡会が廃止。郡役所は存続。
- 大正15年（1926年）7月1日 - 郡役所が廃止。以降は地域区分名称となる。
- 昭和8年（1933年）4月1日 - 川連村が町制施行して川連町となる。（7町18村）
- 昭和29年（1954年）3月31日 - 湯沢町・岩崎町・弁天村・幡野村・三関村・山田村が合併して湯沢市が発足し、郡より離脱。（5町14村）
- 昭和30年（1955年）
  - 3月1日 - 須川村が湯沢市に編入。（5町13村）
  - 4月1日（5町6村）
    - 西馬音内町・三輪村・元西馬音内村・新成村・田代村・仙道村および明治村の一部（大沢を除く）が合併して羽後町が発足。
    - 明治村の一部（大沢）が平鹿郡沼館町・福地村・里見村と合併して平鹿郡雄物川町（現・横手市）が発足。
    - 西成瀬村が平鹿郡増田町と合併し、改めて平鹿郡増田町（現・横手市）が発足。

  - 4月15日 - 横堀町・院内町・秋ノ宮村が合併して雄勝町が発足。（4町5村）
  - 7月25日 - 小野村が雄勝町に編入。（4町4村）
- 昭和31年（1956年）
  - 6月5日 - 川連町・駒形村が合併し、改めて川連町が発足。（4町3村）
  - 9月30日 - 稲庭町・川連町・三梨村が合併し、稲庭川連町が発足。（3町2村）
- 昭和32年（1957年）6月1日 - 稲庭川連町の一部（戸波および三又のうち羽場地区）が平鹿郡増田町に編入。
- 昭和41年（1966年）4月1日 - 稲庭川連町が改称して稲川町となる。
- 平成17年（2005年）3月22日 - 稲川町・雄勝町・皆瀬村が湯沢市と合併し、改めて湯沢市が発足、郡より離脱。（1町1村）

### 変遷表
| 明治以前       | 明治以前       | 明治9年・ 明治10年       | 明治22年 4月1日 町村制施行 | 明治22年 - 昭和19年            | 昭和20年 - 昭和64年                 | 昭和20年 - 昭和64年                 | 昭和20年 - 昭和64年                 | 平成元年 - 現在              | 現在     |
| -------------- | -------------- | ------------------------ | -------------------------- | ------------------------------ | ----------------------------------- | ----------------------------------- | ----------------------------------- | ---------------------------- | -------- |
| 湯沢町         | 湯沢町         | 湯沢町                   | 湯沢町                     | 湯沢町                         | 昭和29年3月31日 湯沢市              | 湯沢市                              | 湯沢市                              | 平成17年3月22日 湯沢市       | 湯沢市   |
| 岩崎町         | 岩崎町         | 岩崎町                   | 岩崎町                     | 岩崎町                         | 昭和29年3月31日 湯沢市              | 湯沢市                              | 湯沢市                              | 平成17年3月22日 湯沢市       | 湯沢市   |
| 成沢村         | 成沢村         | 成沢村                   | 岩崎町                     | 岩崎町                         | 昭和29年3月31日 湯沢市              | 湯沢市                              | 湯沢市                              | 平成17年3月22日 湯沢市       | 湯沢市   |
| 森村           | 森村           | 森村                     | 弁天村                     | 弁天村                         | 昭和29年3月31日 湯沢市              | 湯沢市                              | 湯沢市                              | 平成17年3月22日 湯沢市       | 湯沢市   |
| 杉沢新所村     | 杉沢新所村     | 杉沢新所村               | 弁天村                     | 弁天村                         | 昭和29年3月31日 湯沢市              | 湯沢市                              | 湯沢市                              | 平成17年3月22日 湯沢市       | 湯沢市   |
| 杉沢村         | 杉沢村         | 杉沢村                   | 弁天村                     | 弁天村                         | 昭和29年3月31日 湯沢市              | 湯沢市                              | 湯沢市                              | 平成17年3月22日 湯沢市       | 湯沢市   |
| 二井田村       | 二井田村       | 二井田村                 | 弁天村                     | 弁天村                         | 昭和29年3月31日 湯沢市              | 湯沢市                              | 湯沢市                              | 平成17年3月22日 湯沢市       | 湯沢市   |
| 角間村         | 角間村         | 角間村                   | 弁天村                     | 弁天村                         | 昭和29年3月31日 湯沢市              | 湯沢市                              | 湯沢市                              | 平成17年3月22日 湯沢市       | 湯沢市   |
| 倉内村         | 倉内村         | 倉内村                   | 幡野村                     | 幡野村                         | 昭和29年3月31日 湯沢市              | 湯沢市                              | 湯沢市                              | 平成17年3月22日 湯沢市       | 湯沢市   |
| 金屋村         | 金屋村         | 金屋村                   | 幡野村                     | 幡野村                         | 昭和29年3月31日 湯沢市              | 湯沢市                              | 湯沢市                              | 平成17年3月22日 湯沢市       | 湯沢市   |
| 八幡村         | 八幡村         | 明治9年 八幡村           | 幡野村                     | 幡野村                         | 昭和29年3月31日 湯沢市              | 湯沢市                              | 湯沢市                              | 平成17年3月22日 湯沢市       | 湯沢市   |
| 金谷新田村     | 上開以外       | 明治9年 八幡村           | 幡野村                     | 幡野村                         | 昭和29年3月31日 湯沢市              | 湯沢市                              | 湯沢市                              | 平成17年3月22日 湯沢市       | 湯沢市   |
| 金谷新田村     | 上開           | 明治9年 柳田村           | 幡野村                     | 幡野村                         | 昭和29年3月31日 湯沢市              | 湯沢市                              | 湯沢市                              | 平成17年3月22日 湯沢市       | 湯沢市   |
| 柳田村         |                | 明治9年 柳田村           | 幡野村                     | 幡野村                         | 昭和29年3月31日 湯沢市              | 湯沢市                              | 湯沢市                              | 平成17年3月22日 湯沢市       | 湯沢市   |
| 関口村         | 関口村         | 関口村                   | 三関村                     | 三関村                         | 昭和29年3月31日 湯沢市              | 湯沢市                              | 湯沢市                              | 平成17年3月22日 湯沢市       | 湯沢市   |
| 上関村         | 上関村         | 上関村                   | 三関村                     | 三関村                         | 昭和29年3月31日 湯沢市              | 湯沢市                              | 湯沢市                              | 平成17年3月22日 湯沢市       | 湯沢市   |
| 下関村         | 下関村         | 下関村                   | 三関村                     | 三関村                         | 昭和29年3月31日 湯沢市              | 湯沢市                              | 湯沢市                              | 平成17年3月22日 湯沢市       | 湯沢市   |
| 山田村         | 山田村         | 山田村                   | 山田村                     | 山田村                         | 昭和29年3月31日 湯沢市              | 湯沢市                              | 湯沢市                              | 平成17年3月22日 湯沢市       | 湯沢市   |
| 石塚村         | 石塚村         | 石塚村                   | 山田村                     | 山田村                         | 昭和29年3月31日 湯沢市              | 湯沢市                              | 湯沢市                              | 平成17年3月22日 湯沢市       | 湯沢市   |
| 深堀村         | 深堀村         | 深堀村                   | 山田村                     | 山田村                         | 昭和29年3月31日 湯沢市              | 湯沢市                              | 湯沢市                              | 平成17年3月22日 湯沢市       | 湯沢市   |
| 松岡村         | 松岡村         | 松岡村                   | 山田村                     | 山田村                         | 昭和29年3月31日 湯沢市              | 湯沢市                              | 湯沢市                              | 平成17年3月22日 湯沢市       | 湯沢市   |
| 相川村         | 相川村         | 相川村                   | 須川村                     | 須川村                         | 昭和30年3月1日 湯沢市に編入         | 湯沢市                              | 湯沢市                              | 平成17年3月22日 湯沢市       | 湯沢市   |
| 酒蒔村         | 酒蒔村         | 酒蒔村                   | 須川村                     | 須川村                         | 昭和30年3月1日 湯沢市に編入         | 湯沢市                              | 湯沢市                              | 平成17年3月22日 湯沢市       | 湯沢市   |
| 高松村         | 高松村         | 高松村                   | 須川村                     | 須川村                         | 昭和30年3月1日 湯沢市に編入         | 湯沢市                              | 湯沢市                              | 平成17年3月22日 湯沢市       | 湯沢市   |
| 宇留院内村     | 宇留院内村     | 宇留院内村               | 須川村                     | 須川村                         | 昭和30年3月1日 湯沢市に編入         | 湯沢市                              | 湯沢市                              | 平成17年3月22日 湯沢市       | 湯沢市   |
| 横堀村         | 横堀村         | 横堀村                   | 横堀村                     | 明治28年7月19日 町制 横堀町    | 昭和30年4月15日 雄勝町              | 雄勝町                              | 雄勝町                              | 平成17年3月22日 湯沢市       | 湯沢市   |
| 寺沢村         | 寺沢村         | 寺沢村                   | 横堀村                     | 明治28年7月19日 町制 横堀町    | 昭和30年4月15日 雄勝町              | 雄勝町                              | 雄勝町                              | 平成17年3月22日 湯沢市       | 湯沢市   |
| 上院内村       | 上院内村       | 上院内村                 | 院内村                     | 明治28年7月19日 町制 院内町    | 昭和30年4月15日 雄勝町              | 雄勝町                              | 雄勝町                              | 平成17年3月22日 湯沢市       | 湯沢市   |
| 下院内村       | 下院内村       | 下院内村                 | 院内村                     | 明治28年7月19日 町制 院内町    | 昭和30年4月15日 雄勝町              | 雄勝町                              | 雄勝町                              | 平成17年3月22日 湯沢市       | 湯沢市   |
| 院内銀山町     | 院内銀山町     | 院内銀山町               | 院内村                     | 明治28年7月19日 町制 院内町    | 昭和30年4月15日 雄勝町              | 雄勝町                              | 雄勝町                              | 平成17年3月22日 湯沢市       | 湯沢市   |
| 中村           | 中村           | 中村                     | 秋ノ宮村                   | 秋ノ宮村                       | 昭和30年4月15日 雄勝町              | 雄勝町                              | 雄勝町                              | 平成17年3月22日 湯沢市       | 湯沢市   |
| 役内村         | 役内村         | 役内村                   | 秋ノ宮村                   | 秋ノ宮村                       | 昭和30年4月15日 雄勝町              | 雄勝町                              | 雄勝町                              | 平成17年3月22日 湯沢市       | 湯沢市   |
| 川井村         | 川井村         | 川井村                   | 秋ノ宮村                   | 秋ノ宮村                       | 昭和30年4月15日 雄勝町              | 雄勝町                              | 雄勝町                              | 平成17年3月22日 湯沢市       | 湯沢市   |
| 小野村         | 小野村         | 小野村                   | 小野村                     | 小野村                         | 昭和30年7月25日 雄勝町に編入        | 雄勝町                              | 雄勝町                              | 平成17年3月22日 湯沢市       | 湯沢市   |
| 桑崎村         | 桑崎村         | 桑崎村                   | 小野村                     | 小野村                         | 昭和30年7月25日 雄勝町に編入        | 雄勝町                              | 雄勝町                              | 平成17年3月22日 湯沢市       | 湯沢市   |
| 泉沢村         | 泉沢村         | 泉沢村                   | 小野村                     | 小野村                         | 昭和30年7月25日 雄勝町に編入        | 雄勝町                              | 雄勝町                              | 平成17年3月22日 湯沢市       | 湯沢市   |
| 川向村         | 川向村         | 川向村                   | 皆瀬村                     | 皆瀬村                         | 皆瀬村                              | 皆瀬村                              | 皆瀬村                              | 平成17年3月22日 湯沢市       | 湯沢市   |
| 畠等村         | 畠等村         | 畠等村                   | 皆瀬村                     | 皆瀬村                         | 皆瀬村                              | 皆瀬村                              | 皆瀬村                              | 平成17年3月22日 湯沢市       | 湯沢市   |
| 三梨村         | 三梨村         | 三梨村                   | 三梨村                     | 三梨村                         | 三梨村                              | 昭和31年9月30日 稲庭川連町          | 昭和41年4月1日 改称 稲川町          | 平成17年3月22日 湯沢市       | 湯沢市   |
| 宮田村         | 宮田村         | 宮田村                   | 三梨村                     | 三梨村                         | 三梨村                              | 昭和31年9月30日 稲庭川連町          | 昭和41年4月1日 改称 稲川町          | 平成17年3月22日 湯沢市       | 湯沢市   |
| 飯田村         | 飯田村         | 飯田村                   | 三梨村                     | 三梨村                         | 三梨村                              | 昭和31年9月30日 稲庭川連町          | 昭和41年4月1日 改称 稲川町          | 平成17年3月22日 湯沢市       | 湯沢市   |
| 稲庭村         | 稲庭村         | 稲庭村                   | 稲庭村                     | 明治35年6月4日 町制 稲庭町     | 稲庭町                              | 昭和31年9月30日 稲庭川連町          | 昭和41年4月1日 改称 稲川町          | 平成17年3月22日 湯沢市       | 湯沢市   |
| 川連村         | 川連村         | 川連村                   | 川連村                     | 昭和8年3月22日 町制 川連町     | 昭和31年6月5日 川連町               | 昭和31年9月30日 稲庭川連町          | 昭和41年4月1日 改称 稲川町          | 平成17年3月22日 湯沢市       | 湯沢市   |
| 大館村         | 大館村         | 大館村                   | 川連村                     | 昭和8年3月22日 町制 川連町     | 昭和31年6月5日 川連町               | 昭和31年9月30日 稲庭川連町          | 昭和41年4月1日 改称 稲川町          | 平成17年3月22日 湯沢市       | 湯沢市   |
| 八面村         | 八面村         | 八面村                   | 駒形村                     | 駒形村                         | 昭和31年6月5日 川連町               | 昭和31年9月30日 稲庭川連町          | 昭和41年4月1日 改称 稲川町          | 平成17年3月22日 湯沢市       | 湯沢市   |
| 東福寺村       | 東福寺村       | 東福寺村                 | 駒形村                     | 駒形村                         | 昭和31年6月5日 川連町               | 昭和31年9月30日 稲庭川連町          | 昭和41年4月1日 改称 稲川町          | 平成17年3月22日 湯沢市       | 湯沢市   |
| 大門村         | 大門村         | 大門村                   | 駒形村                     | 駒形村                         | 昭和31年6月5日 川連町               | 昭和31年9月30日 稲庭川連町          | 昭和41年4月1日 改称 稲川町          | 平成17年3月22日 湯沢市       | 湯沢市   |
| 大倉村         | 大倉村         | 大倉村                   | 駒形村                     | 駒形村                         | 昭和31年6月5日 川連町               | 昭和31年9月30日 稲庭川連町          | 昭和41年4月1日 改称 稲川町          | 平成17年3月22日 湯沢市       | 湯沢市   |
| 三又村         | その他         | 三又村                   | 駒形村                     | 駒形村                         | 昭和31年6月5日 川連町               | 昭和31年9月30日 稲庭川連町          | 昭和41年4月1日 改称 稲川町          | 平成17年3月22日 湯沢市       | 湯沢市   |
| 三又村         | 羽場地区       | 三又村                   | 駒形村                     | 駒形村                         | 昭和31年6月5日 川連町               | 昭和31年9月30日 稲庭川連町          | 昭和32年6月1日 平鹿郡増田町 に編入  | 平成17年10月1日 横手市の一部 | 横手市   |
| 戸波村         | 戸波村         | 戸波村                   | 駒形村                     | 駒形村                         | 昭和31年6月5日 川連町               | 昭和31年9月30日 稲庭川連町          | 昭和32年6月1日 平鹿郡増田町 に編入  | 平成17年10月1日 横手市の一部 | 横手市   |
| 荻袋村         | 荻袋村         | 荻袋村                   | 西成瀬村                   | 西成瀬村                       | 昭和30年4月1日 平鹿郡増田町の一部   | 昭和30年4月1日 平鹿郡増田町の一部   | 昭和30年4月1日 平鹿郡増田町の一部   | 平成17年10月1日 横手市の一部 | 横手市   |
| 猿半内村       | 猿半内村       | 猿半内村                 | 西成瀬村                   | 西成瀬村                       | 昭和30年4月1日 平鹿郡増田町の一部   | 昭和30年4月1日 平鹿郡増田町の一部   | 昭和30年4月1日 平鹿郡増田町の一部   | 平成17年10月1日 横手市の一部 | 横手市   |
| 吉野村         | 吉野村         | 吉野村                   | 西成瀬村                   | 西成瀬村                       | 昭和30年4月1日 平鹿郡増田町の一部   | 昭和30年4月1日 平鹿郡増田町の一部   | 昭和30年4月1日 平鹿郡増田町の一部   | 平成17年10月1日 横手市の一部 | 横手市   |
| 湯ノ沢村       | 湯ノ沢村       | 湯ノ沢村                 | 西成瀬村                   | 西成瀬村                       | 昭和30年4月1日 平鹿郡増田町の一部   | 昭和30年4月1日 平鹿郡増田町の一部   | 昭和30年4月1日 平鹿郡増田町の一部   | 平成17年10月1日 横手市の一部 | 横手市   |
| 熊淵村         | 熊淵村         | 熊淵村                   | 西成瀬村                   | 西成瀬村                       | 昭和30年4月1日 平鹿郡増田町の一部   | 昭和30年4月1日 平鹿郡増田町の一部   | 昭和30年4月1日 平鹿郡増田町の一部   | 平成17年10月1日 横手市の一部 | 横手市   |
| 大沢村         | 大沢村         | 大沢村                   | 明治村                     | 明治村                         | 昭和30年4月1日 平鹿郡雄物川町の一部 | 昭和30年4月1日 平鹿郡雄物川町の一部 | 昭和30年4月1日 平鹿郡雄物川町の一部 | 平成17年10月1日 横手市の一部 | 横手市   |
| 新町村         | 新町村         | 新町村                   | 明治村                     | 明治村                         | 昭和30年4月1日 羽後町               | 昭和30年4月1日 羽後町               | 昭和30年4月1日 羽後町               | 羽後町                       | 羽後町   |
| 堀内村         | 堀内村         | 堀内村                   | 明治村                     | 明治村                         | 昭和30年4月1日 羽後町               | 昭和30年4月1日 羽後町               | 昭和30年4月1日 羽後町               | 羽後町                       | 羽後町   |
| 払体村         | 払体村         | 払体村                   | 明治村                     | 明治村                         | 昭和30年4月1日 羽後町               | 昭和30年4月1日 羽後町               | 昭和30年4月1日 羽後町               | 羽後町                       | 羽後町   |
| 林崎村         | 林崎村         | 林崎村                   | 明治村                     | 明治村                         | 昭和30年4月1日 羽後町               | 昭和30年4月1日 羽後町               | 昭和30年4月1日 羽後町               | 羽後町                       | 羽後町   |
| 水沢村         | 水沢村         | 水沢村                   | 明治村                     | 明治村                         | 昭和30年4月1日 羽後町               | 昭和30年4月1日 羽後町               | 昭和30年4月1日 羽後町               | 羽後町                       | 羽後町   |
| 西馬音内前郷村 | 西馬音内前郷村 | 明治10年 改称 西馬音内村 | 西馬音内村                 | 明治30年7月6日 町制 西馬音内町 | 昭和30年4月1日 羽後町               | 昭和30年4月1日 羽後町               | 昭和30年4月1日 羽後町               | 羽後町                       | 羽後町   |
| 床舞村         | 床舞村         | 床舞村                   | 西馬音内村                 | 明治30年7月6日 町制 西馬音内町 | 昭和30年4月1日 羽後町               | 昭和30年4月1日 羽後町               | 昭和30年4月1日 羽後町               | 羽後町                       | 羽後町   |
| 二条道村       | 二条道村       | 二条道村                 | 西馬音内村                 | 明治30年7月6日 町制 西馬音内町 | 昭和30年4月1日 羽後町               | 昭和30年4月1日 羽後町               | 昭和30年4月1日 羽後町               | 羽後町                       | 羽後町   |
| 田沢村         | 田沢村         | 田沢村                   | 西馬音内村                 | 明治30年7月6日 町制 西馬音内町 | 昭和30年4月1日 羽後町               | 昭和30年4月1日 羽後町               | 昭和30年4月1日 羽後町               | 羽後町                       | 羽後町   |
| 鹿内村         | 鹿内村         | 鹿内村                   | 西馬音内村                 | 明治30年7月6日 町制 西馬音内町 | 昭和30年4月1日 羽後町               | 昭和30年4月1日 羽後町               | 昭和30年4月1日 羽後町               | 羽後町                       | 羽後町   |
| 大戸野中村     | 大戸野中村     | 明治9年 大戸村           | 西馬音内村                 | 明治30年7月6日 町制 西馬音内町 | 昭和30年4月1日 羽後町               | 昭和30年4月1日 羽後町               | 昭和30年4月1日 羽後町               | 羽後町                       | 羽後町   |
| 大戸野中村     | 大戸野中村     | 明治9年 野中村           | 三輪村                     | 三輪村                         | 昭和30年4月1日 羽後町               | 昭和30年4月1日 羽後町               | 昭和30年4月1日 羽後町               | 羽後町                       | 羽後町   |
| 杉宮村         | 杉宮村         | 杉宮村                   | 三輪村                     | 三輪村                         | 昭和30年4月1日 羽後町               | 昭和30年4月1日 羽後町               | 昭和30年4月1日 羽後町               | 羽後町                       | 羽後町   |
| 貝沢村         | 貝沢村         | 貝沢村                   | 三輪村                     | 三輪村                         | 昭和30年4月1日 羽後町               | 昭和30年4月1日 羽後町               | 昭和30年4月1日 羽後町               | 羽後町                       | 羽後町   |
| 赤袴村         | 赤袴村         | 赤袴村                   | 三輪村                     | 三輪村                         | 昭和30年4月1日 羽後町               | 昭和30年4月1日 羽後町               | 昭和30年4月1日 羽後町               | 羽後町                       | 羽後町   |
| 大久保村       | 大久保村       | 大久保村                 | 三輪村                     | 三輪村                         | 昭和30年4月1日 羽後町               | 昭和30年4月1日 羽後町               | 昭和30年4月1日 羽後町               | 羽後町                       | 羽後町   |
| 西馬音内堀廻村 | 西馬音内堀廻村 | 西馬音内堀廻村           | 元西馬音内村               | 元西馬音内村                   | 昭和30年4月1日 羽後町               | 昭和30年4月1日 羽後町               | 昭和30年4月1日 羽後町               | 羽後町                       | 羽後町   |
| 飯沢村         | 飯沢村         | 飯沢村                   | 元西馬音内村               | 元西馬音内村                   | 昭和30年4月1日 羽後町               | 昭和30年4月1日 羽後町               | 昭和30年4月1日 羽後町               | 羽後町                       | 羽後町   |
| 足田村         | 足田村         | 足田村                   | 新成村                     | 新成村                         | 昭和30年4月1日 羽後町               | 昭和30年4月1日 羽後町               | 昭和30年4月1日 羽後町               | 羽後町                       | 羽後町   |
| 上郡山村       | 上郡山村       | 明治9年 郡山村           | 新成村                     | 新成村                         | 昭和30年4月1日 羽後町               | 昭和30年4月1日 羽後町               | 昭和30年4月1日 羽後町               | 羽後町                       | 羽後町   |
| 下郡山村       |                | 明治9年 郡山村           | 新成村                     | 新成村                         | 昭和30年4月1日 羽後町               | 昭和30年4月1日 羽後町               | 昭和30年4月1日 羽後町               | 羽後町                       | 羽後町   |
| 高尾田村       | 高尾田村       | 高尾田村                 | 新成村                     | 新成村                         | 昭和30年4月1日 羽後町               | 昭和30年4月1日 羽後町               | 昭和30年4月1日 羽後町               | 羽後町                       | 羽後町   |
| 島田新田村     | 島田新田村     | 島田新田村               | 新成村                     | 新成村                         | 昭和30年4月1日 羽後町               | 昭和30年4月1日 羽後町               | 昭和30年4月1日 羽後町               | 羽後町                       | 羽後町   |
| 糖塚村         | 糖塚村         | 糖塚村                   | 新成村                     | 新成村                         | 昭和30年4月1日 羽後町               | 昭和30年4月1日 羽後町               | 昭和30年4月1日 羽後町               | 羽後町                       | 羽後町   |
| 田代村         | 田代村         | 田代村                   | 田代村                     | 田代村                         | 昭和30年4月1日 羽後町               | 昭和30年4月1日 羽後町               | 昭和30年4月1日 羽後町               | 羽後町                       | 羽後町   |
| 上到米村       | 上到米村       | 上到米村                 | 田代村                     | 田代村                         | 昭和30年4月1日 羽後町               | 昭和30年4月1日 羽後町               | 昭和30年4月1日 羽後町               | 羽後町                       | 羽後町   |
| 軽井沢村       | 軽井沢村       | 軽井沢村                 | 田代村                     | 田代村                         | 昭和30年4月1日 羽後町               | 昭和30年4月1日 羽後町               | 昭和30年4月1日 羽後町               | 羽後町                       | 羽後町   |
| 下仙道村       | 下仙道村       | 下仙道村                 | 仙道村                     | 仙道村                         | 昭和30年4月1日 羽後町               | 昭和30年4月1日 羽後町               | 昭和30年4月1日 羽後町               | 羽後町                       | 羽後町   |
| 上仙道村       | 上仙道村       | 上仙道村                 | 仙道村                     | 仙道村                         | 昭和30年4月1日 羽後町               | 昭和30年4月1日 羽後町               | 昭和30年4月1日 羽後町               | 羽後町                       | 羽後町   |
| 中仙道村       | 中仙道村       | 中仙道村                 | 仙道村                     | 仙道村                         | 昭和30年4月1日 羽後町               | 昭和30年4月1日 羽後町               | 昭和30年4月1日 羽後町               | 羽後町                       | 羽後町   |
| 田子内村       | 田子内村       | 田子内村                 | 東成瀬村                   | 東成瀬村                       | 東成瀬村                            | 東成瀬村                            | 東成瀬村                            | 東成瀬村                     | 東成瀬村 |
| 岩井川村       | 岩井川村       | 岩井川村                 | 東成瀬村                   | 東成瀬村                       | 東成瀬村                            | 東成瀬村                            | 東成瀬村                            | 東成瀬村                     | 東成瀬村 |
| 手倉川原村     | 手倉川原村     | 明治9年 椿川村           | 東成瀬村                   | 東成瀬村                       | 東成瀬村                            | 東成瀬村                            | 東成瀬村                            | 東成瀬村                     | 東成瀬村 |
| 椿台村         |                | 明治9年 椿川村           | 東成瀬村                   | 東成瀬村                       | 東成瀬村                            | 東成瀬村                            | 東成瀬村                            | 東成瀬村                     | 東成瀬村 |
| 檜山台村       |                | 明治9年 椿川村           | 東成瀬村                   | 東成瀬村                       | 東成瀬村                            | 東成瀬村                            | 東成瀬村                            | 東成瀬村                     | 東成瀬村 |

## 行政

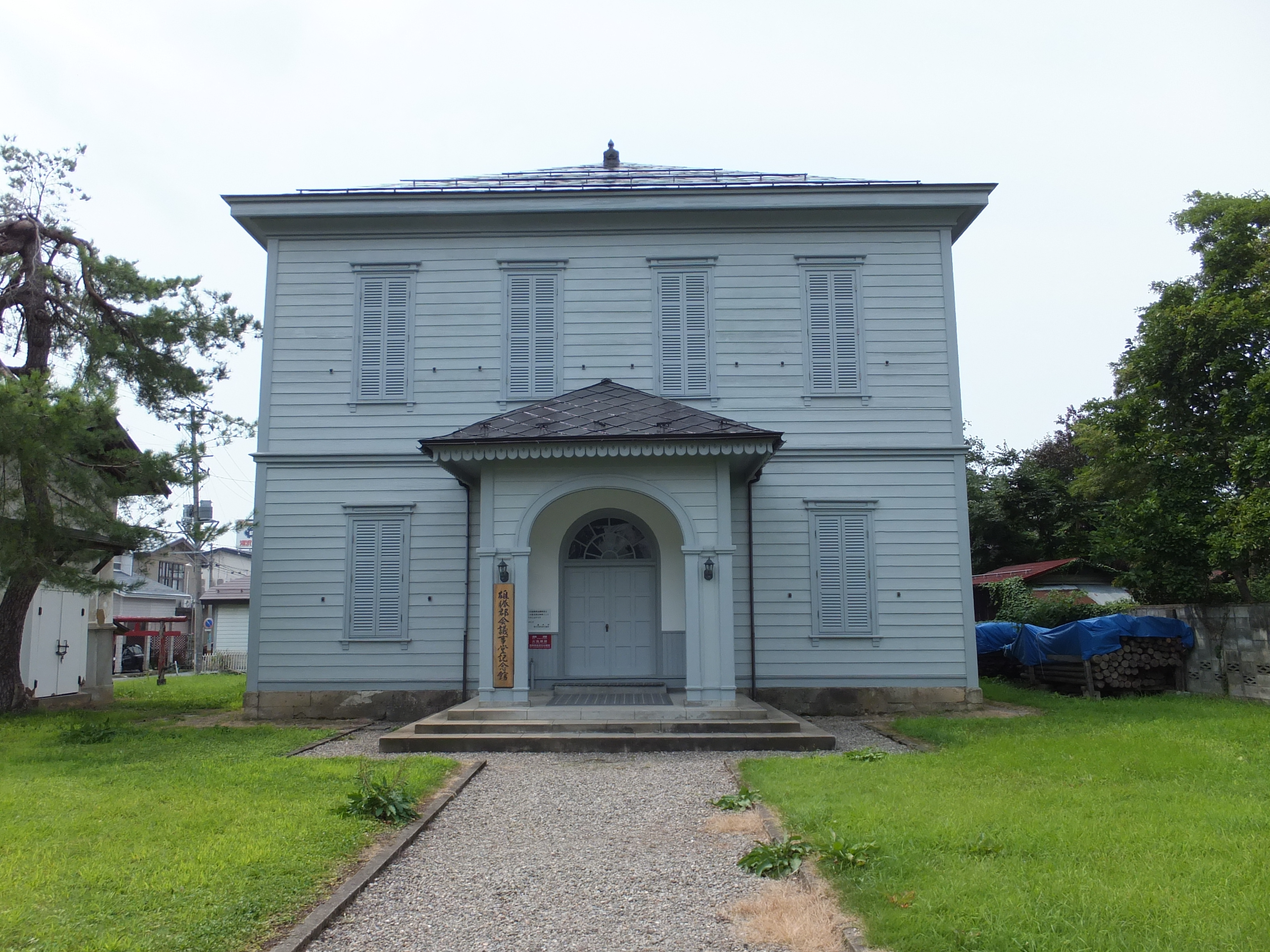
1892年に湯沢町（現・湯沢市）に建設され郡役所や議事堂として使用された建物（雄勝郡会議事堂記念館）

歴代郡長
| 代 | 氏名 | 就任年月日                 | 退任年月日                | 備考                   |
| -- | ---- | -------------------------- | ------------------------- | ---------------------- |
| 1  |      | 明治11年（1878年）12月23日 |                           |                        |
|    |      |                            | 大正15年（1926年）6月30日 | 郡役所廃止により、廃官 |

郡役所
1892年に完成した洋風官衙建造物である雄勝郡役所の建物は以後様々な用途で使用され、雄勝郡会議事堂記念館として秋田県指定有形文化財に指定されている。